# سارا بيورك غونارسدوتير
سارا بيورك غونارسدوتير (بالآيسلندية: Sara Björk Gunnarsdóttir) هي لاعبة كرة قدم آيسلندية، ولدت في 29 سبتمبر 1990 في آيسلندا. شاركت مع منتخب آيسلندا لكرة القدم للسيدات. أما مع النوادي، فقد لعبت مع نادي بريدابليك ونادي فولفسبورغ للسيدات.

## وصلات خارجية
- سارا بيورك غونارسدوتير على موقع الاتحاد الأوربي (الإنجليزية)
- سارا بيورك غونارسدوتير على موقع اتحاد السويد (السويدية)
- سارا بيورك غونارسدوتير على موقع قاعدة بيانات كرة القدم.إي يو (الإنجليزية)
- سارا بيورك غونارسدوتير على موقع ليكيب (الفرنسية)
- سارا بيورك غونارسدوتير على موقع Soccerway.com (الإنجليزية)
- سارا بيورك غونارسدوتير على موقع عالم كرة القدم.نت (الإنجليزية)